# Позднев, Виктор Васильевич
Позднев Виктор Васильевич (род. 21 ноября 1918, Нижнеднепровск — 30 января 1985, Волгоград) — генеральный директор Волгоградского производственного объединения «ХИМПРОМ» им. С. М. Кирова (1970—1985).

## Биография
Виктор Васильевич Позднев родился 21 ноября 1918 год в городе Нижнеднепровске.
Родители Виктора Васильевича родом из сёл Владимирской губернии.
В 1940 окончил Днепропетровский химико-технологический институт и был направлен в город Владимир на завод пластмасс. Во время войны в составе Белорусского фронта командовал передвижной химической лабораторией.
В 1945 году, после демобилизации, Виктор Васильевич прибыл в г. Сталинград работал начальником смены химического завода им. Кирова № 95 (ВПО «Химпром»).
В 1960 году, получил первое профессиональное признание и высокую оценку руководства партии и правительства, став лауреатом Ленинской премии за вклад в развитие химической индустрии страны.
Министерство химической промышленности СССР, обком КПСС в 1962 году направили Виктора Васильевича, как опытного руководителя и талантливого специалиста на строящийся промышленный гигант — Волжский химический комбинат главным инженером.
В 1965 году был переведён на прежнее место ВПО «Химпром»
В 1970 году назначен генеральным директором ВПО «Химпром» (трудовой коллектив 15-20 тыс.чел., завод награждён Орденом Ленина и Орденом Октябрьской революции)
В 1975 году защитил кандидатскую диссертацию.
Воспоминания современников и коллег из сборника «Виктор Васильевич Позднев. Труды и дни директора. Сборник воспоминаний и свидетельств». Выпуск 2000 года.:
«К середине 70-х годов было введено в эксплуатацию более сотни установок для очистки газовых выбросов и около полутора десятка локальных установок по очистке промстоков. Химзавод по-прежнему оставался градообразующим предприятием района. Практически каждую пятилетку более тысячи заводчан улучшали свои жилищно-бытовые условия». Е. Винников, «Вестник Кировского района» от 20.II. 98 г.
«Много внимания Виктор Васильевич уделял центральному штабу социалистического соревнования, который он возглавил с момента его создания. Первое заседание штаба состоялось 5 августа 1973 года. Виктор Васильевич стал инициатором клуба „Содружество“ в 1974 году. Заседания клуба велись в лекционном зале ДК им. Кирова, посвящались развитию социалистического соревнования, движение новаторов и другим аспектам жизни завода». А. И. Кальфа, директор по управлению персоналом.
«Проявляя несомненную склонность к научной работе, Виктор Васильевич не только участвовал в её организации как руководитель, но и лично сотрудничал с крупным учеными и ведущими специалистами научно-исследовательских институтов и Волгоградским политехническим институтом.
Так, например, строительство, пуск и освоение технологии и мощность производства анозита в цехе № 36 (работы производились трестом „Волгоградхимстрой“) проходили под руководством и с личным участием В. В. Позднева совместно с учёными отраслевого института. Это производство было новым не только для СССР, но и для ведущих зарубежных государств и, прежде всего, США. В совершенствовании технологии анозита, была заинтересована, прежде всего, космическая техника, занимавшая в 60-70-е годы ведущие мировые позиции». Л. С. Глембоцкий, бывший технолог производства III, руководитель группы технического отдела.
«В период 1978-82 г.г. велась массовая модернизация завода. Всё это, естественно, требовалось глубокой проработки вопросов техники безопасности. Лейтмотивом всей работы стала система профилактической работы по охране труда и технике безопасности.
Непосредственное участие в её разработке и внедрении принял и директор Позднев.
Ежеквартально он вместе со мной выезжал в один из цехов завода, где лично проверял знания основ техники безопасности руководителями подразделений, обучал оформлению необходимой документации. С 1978 по 1982 год травматизм на предприятии сократился почти на 30 %. Улучшилось и санитарное состояние завода». В. В. Тихомиров, начальник цеха 4-4а, бывший зам. главного инженера по ООТ и ТБ.
«В 70-80-е годы на предприятии внедрялась комплексная система управления качеством продукции (КС УКП).
Директор выступил инициатором создания специализированного подразделения-отдела стандартизации информационного обеспечения.
Особую роль сыграл Виктор Васильевич в создании заводского музея. Начиная практически с пустого корпуса, 1254, он постепенно наращивая темпы и требования, добился того, что юбилейная комиссия по созданию музея предприятия сумела справиться со сложнейшей задачей фактически за полгода. Этому немало способствовали еженедельные планёрки, проводимые директором в здании, ставшим позднее учебно-методическим центром». Ю. Н. Константинов, директор народного музея Трудовой Славы, к.э.н., заслуженный работник культуры РФ.
30 января 1985 года Позднев Виктор Васильевич скончался и был Похоронен на Кировском кладбище города Волгограда.

## Награды
- Орден Трудового Красного Знамени
- Орден Октябрьской Революции
- Лауреат Ленинской премии (1960)
- Лауреат Государственной премии (1982) - за решение «специальных задач» (за вклад в развитие химической промышленности страны).